# Canon RF-S 18-150mm f/3.5-6.3 IS STM
El Canon RF-S 18-150mm f/3.5-6.3 IS STM és un objectiu zoom el qual esta entre una focal gran angular, normal i teleobjectiu, amb muntura Canon RF-S.
Aquest, va ser anunciat per Canon el 24 de maig de 2022, amb un preu de venda suggerit de 499$.
Actualment, és l'òptica de la sèrie RF-S de Canon amb més zoom (8,3x).
Aquest objectiu és un tot terreny, per tant, es pot utilitzar per a molts tipus de fotografia, com paisatge, retrat, fauna o esport. També és molt usat per fotografia de viatge, gràcies a la seva gran versatilitat d'ús.
Aquesta, és l'òptica que ve de sèrie (amb uns dels possibles kits) amb la Canon EOS R7 i la Canon EOS R10.
La seva distància focal de 18-150mm té el mateix camp visual en una càmera EOS de la sèrie RF-S que una lent de 28,8-240mm en una càmera de fotograma complet.

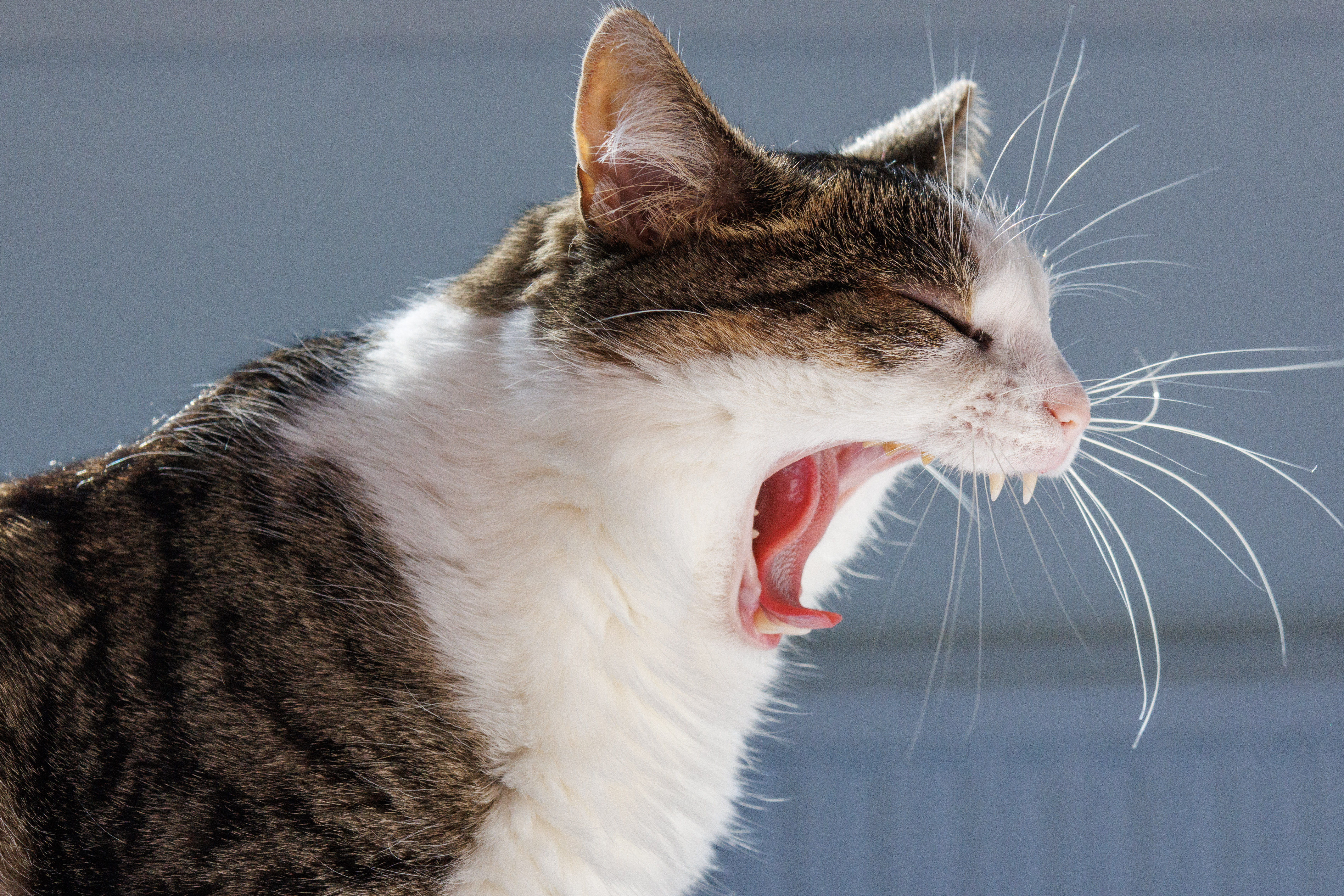
Gat fotografiat a 79mm amb el Canon RF-S 18-150mm f/3.5-6.3 IS STM

## Característiques
Les seves característiques més destacades són:
- Distància focal: 18-150mm
- Obertura: f/3.5 - 40 (a 18mm) i f/6.3 - 40 (a 150mm)
- Motor d'enfocament: STM (Motor d'enfocament pas a pas, silenciós)
- Estabilitzador d'imatge de 4,5 passes
- Distància mínima d'enfocament: 17cm a 18mm (12cm amb enfocament manual) i 45cm a 150mm.
- Rosca de 55mm
- Distorsió òptica a 18mm d'aproximadament -3% (tipus barril) i a 150mm d'aproximadament 1% (tipus coixí).[6]
- La millor qualitat òptica a 18mm la trobem a f/5.6 al centre i a f/8 a les cantonades. A 150mm la millor qualitat es troba a f/8 al centre i entre f/6.3 i f/8 a les cantonades.[6]

## Construcció[2]
- La muntura, parts internes i totes les parts de l'objectiu són de plàstic.
- El diafragma consta de 7 fulles, i les 17 lents de l'objectiu estan distribuïdes en 13 grups.
- Consta de dues lents asfèriques, una d'ultra baixa dispersió i un revestiment super spectra (ajuda a reduir els efectes fantasma).

## Accessoris compatibles[7]
- Tapa E-55
- Parasol EW-60F
- Filtres de 55mm
- Tapa posterior RF
- Funda LP1016